# Филатовка (Омская область)
Филатовка — деревня в Любинском районе Омской области, в составе Замелетёновского сельского поселения .

## География
Расположена в 7 км к северо-западу от посёлка Любинский.

## История
С 1925 по 1926 гг. центр Филатовского сельсовета.

## Население
| год     | 1970 | 1979 | 1989 | 2010 |
| ------- | ---- | ---- | ---- | ---- |
| человек | 233  | 216  | 225  | 184  |

В 1979 г. 74 % населения деревни — немцы.